# 高车前素
高车前素（也称为5,7,4'-三羟基-6-甲氧基黄酮，5,7,4'-Trihydroxy-6-methoxyflavone）是一种野黄芩素衍生的6-O-甲基化黄酮，分子式C16H12O6，存在于芙蓉菊属、蒿属、鼠尾草属等多种植物中，可穿过血脑屏障，对实验大鼠有抗痉挛作用。